# Ботвинник, Иван Парфёнович
Ива́н Парфёнович Ботви́нник  (15 марта 1920, д. Вяжновка, Брянская область — 28 декабря 1984, Хабаровск) — русский советский писатель-прозаик, публицист.
Участник Великой Отечественной войны, член Союза писателей СССР (1966). Жил и работал в Хабаровске.

## Биография
Иван Ботвинник родился 15 марта 1920 года в крестьянской семье в д. Вяжновка Макаричского сельского поселения Красногорского района Орловской области (ныне в Брянской области).
В 1932 году семья переехала на Дальний Восток. Окончил 10 классов.
В 1939 году Ботвинник поступил в Московский историко-архивный институт.
В 1940 году перевёлся во ВГИК, на сценарный факультет.
В мае 1941 года уехал в Хабаровск, работал сельским учителем, поступил в Хабаровский пединститут, на литературный факультет.
С 1943 года обучался в военном пехотном училище, затем воевал в составе войск 1-го Украинского фронта, освобождал Чехословакию, Венгрию.
В 1947 году Ботвинник окончил Хабаровский педагогический институт, долгое время сотрудничал в краевых газетах, на радио и телевидении.
Наталья Яковлева, дочь писателя, вспоминала, что отец был высокообразованным человеком, прекрасным оратором, обладал великолепной памятью, знал на память множество стихов Пушкина, Шекспира, Байрона.
С середины 1960-х Иван Ботвинник в течение десяти лет работал над романом «Скиф», который увидел свет в 1978 году. По мнению журналиста К. А. Пронякина, в своём романе Ботвинник «предсказал развал Советского Союза и показал роль Сталина в истории страны».
Первое издание романа получило восемнадцать рецензий, как положительных, так и разгромных, что, по мнению дочери писателя, сильно сказалось на его здоровье.
Затем Ботвинник получил заказ от издательства «Молодая гвардия» на написание книги в серии ЖЗЛ о Павле Постышеве. Однако начав изучать исторические материалы, он отказался от работы, вернул аванс, объяснив: «Я не смогу выполнить этот заказ. Он (Постышев) очень много загубил душ. А мне не дадут написать всю правду».
Умер 28 декабря 1984 года, похоронен в Хабаровске, на Центральном кладбище.

## Творчество
В 1958 г. опубликована первая повесть «Человек идет вперед» в декабрьском номере журнала «Новый мир».
В 1965 г. вышли две повести: «В одну ночь», «Жил-был Головодынь» — маленькая дилогия.
В 1979 г. вышел исторический роман «Скиф», в 1983 году — повесть «Я расскажу тебе».
В 1986 г. вышло посмертное второе, сокращенное издание романа «Скиф».

## Оценки
Александр Твардовский считал Ивана Ботвинника одним из самых талантливых писателей на Дальнем Востоке.

## Семья
Супруга с 1946 г. — Нина Борисовна Брук (1924—2009), дочь советского ученого Бориса Львовича Брука (1885—1979) — основателя Биробиджана.
- Дочь — Наталья Ивановна Яковлева.
- Сын — Борис Иванович Ботвинник(ов), профессор математики, живёт в Америке.

## Награды
- Медаль «За победу над Германией в Великой Отечественной войне 1941—1945 гг.»[7].
- Орден Отечественной войны II степени.
- Почетная грамота Президиума Верховного Совета РСФСР (1980).

## Адреса
Жил в Хабаровске, по ул. Ким Ю Чена, 25.

## Сочинения
- Ботвинник И. П. У истоков легенды. — Хабаровск: Кн. изд., 1960. — 46 с. (Библиотечка дальневосточного рассказа)
- Ботвинник И. П. Звенящая падь. — Хабаровск: Кн. изд., 1962. — 52 с. (Библиотечка дальневосточного рассказа)
- Ботвинник И. П. Парни ехали на войну: Повесть. — Хабаровск: Кн. изд., 1964. — 72 с.
- Ботвинник И. П. Две повести: В одну ночь; Жил-был Головодынь. — М.: Мол. гвардия, 1965. — 160 с.
- Ботвинник И. П. Скиф: Исторический роман. Под ред. Э. Д. Фролова. Худож. Е. М. Фентисов. Послесл. В. М. Массона. — Хабаровск: Кн. изд., 1979. — 368 с.
- Ботвинник И. П. Я расскажу тебе: Повесть. Худож. Е. С. Скрынников. — Хабаровск: Кн. изд., 1983. — 128 с.
- Ботвинник И. П. Скиф: Исторический роман. — 2-е изд. Под ред. Э. Д. Фролова. Худож. Е. М. Фентисов. Послесл. В. М. Массона. — Хабаровск: Кн. изд., 1986. — 320 с.